# FK Rájec-Jestřebí
Fotbalový klub Rájec-Jestřebí je český fotbalový klub, který sídlí ve městě Rájec-Jestřebí v Jihomoravském kraji. Od sezóny 2022/23 hraje I. A třídu Jihomoravského kraje – sk. A (6. nejvyšší úroveň).
Největším úspěchem klubu je tříletá účast v divizi (2006/07–2008/09). Klub se účastnil 11 sezon nejvyšší jihomoravské soutěže (1998/99–2011/12), vítězství v ní v ročníku 2005/06 mu vyneslo postup do Moravsko-Slezské divize – sk. D. Tým tehdy vedl Jiří Záleský, jeho vůdčí osobností na podzim 2006 v divizi, stejně tak později v sezonách 2009/10, 2010/11 a na podzim 2011 v přeboru byl Milan Macík.
Na konci 60. let 20. století (1967–1970) zde působil Jaromír Salaj, bývalý prvoligový fotbalista Rudé hvězdy Brno a prvoligový lední hokejista Zbrojovky Brno. Za Rájec-Jestřebí hrál také lední hokej (do 1973).

## Historie
FK Rájec-Jestřebí byl založen v roce 1921 pod názvem SK Rájec nad Svitavou. Tým své domácí zápasy hraje na místním fotbalovém stadionu. Klub dříve využíval i staré škvárové hřiště nad místním zámkem. Po zbudování tréninkového hřiště těsně v blízkosti hlavního hřiště, využívá právě toto hřiště a to k účelům trénování. Fotbalový klub nesl řadu let název FK MKZ Rájec-Jestřebí podle svého generálního partnera místního závodu MKZ (Moravské keramické závody).
V roce 2016 ukončilo MKZ s fotbalovým klubem dlouholetou spolupráci. Klub se přejmenoval na FK Rájec-Jestřebí, z. s.. Generálním partnerem klubu se stalo město Rájec-Jestřebí.

### Historické názvy
Zdroje: 
- 1921 – SK Rájec nad Svitavou (Sportovní klub Rájec nad Svitavou)
- 1949 – JTO Sokol Rájec nad Svitavou (Jednotná tělovýchovná organisace Sokol Rájec nad Svitavou)
- 1951 – ZSJ Tatran Rájec nad Svitavou (Závodní sokolská jednota Tatran Rájec nad Svitavou)[5]
- 1953 – DSO Tatran Rájec nad Svitavou (Dobrovolná sportovní organisace Tatran Rájec nad Svitavou)
- 1957 – TJ Tatran Rájec-Jestřebí (Tělovýchovná jednota Tatran Rájec-Jestřebí)
- 1961 – TJ Tatran MŠLZ Rájec-Jestřebí (Tělovýchovná jednota Tatran Moravské šamotové a lupkové závody Rájec-Jestřebí)
- 1964 – TJ MKZ Rájec-Jestřebí (Tělovýchovná jednota Moravské keramické závody Rájec-Jestřebí)[6]
- 2002 – FK MKZ Rájec-Jestřebí (Fotbalový klub Moravské keramické závody Rájec-Jestřebí)[4]
- 2016 – FK Rájec-Jestřebí, z. s. (Fotbalový klub Rájec-Jestřebí, zapsaný spolek)

### Memoriál Josefa Ostrého
Zdroje: 
V přípravném utkání s Metrou Blansko na konci března 1970 na hřišti v Rájci-Jestřebí došlo při srážce domácího brankáře Klimeše s Josefem Ostrým k závažnému zranění, které nadějný hráč po několika týdnech nepřežil. Otřesení spoluhráči se 25. dubna 1970 na pohřbu s kamarádem a spoluhráčem rozloučili. V následujících letech se na uctění památky tohoto hráče hrál fotbalový turnaj.
Tabulka ročníků, v nichž zvítězilo pořádající mužstvo z Rájce-Jestřebí:
| Ročník | Kdy  | Finalista       | Výsledek    |
| ------ | ---- | --------------- | ----------- |
| 1.     | 1971 | Ráječko         | 2:1         |
| 2.     | 1972 | Mikulov         | 2:2, PK 4:2 |
| 3.     | 1973 | Sloup           | 1:1, PK 4:2 |
| 4.     | 1974 | Dukla Řečkovice | 4:3         |
| 7.     | 1977 | Ráječko         | 1:0         |
| 8.     | 1978 | Ráječko         | 1:1, PK 4:2 |
| 11.    | 1981 | Sp. ČKD Blansko | 3:1         |
| 15.    | 1985 | Lipovec         | 3:1         |
| 17.    | 1987 | Kunštát         | 2:0         |

## Stadion
Stadion FK Rájec-Jestřebí byl vybudován již v letech 1945–1946, jeho otevření se konalo v neděli 15. září 1946 a bylo velkou sportovní slavností zakončenou utkáním SK Rájec nad Svitavou – AFK Blansko (0:4, poločas 0:1) před 800 diváky. Od roku 1985 až do roku 2000 byl postupně upravován povrch a vybudováno tréninkové hřiště. Během dlouholeté úpravy si hřiště vysloužilo nové, moderní zavlažování. Byly postaveny nové šatny s klubovnou a ubytovnou pro turisty s kapacitou 40 osob. Po postupu A-týmu do divize hřiště dostalo nové střídačky a světelnou tabuli. V jarních a letních měsících slouží prostory hřiště také k pořádání tanečních zábav.

## Umístění v jednotlivých sezonách
Stručný přehled
- 1940–1941: I. B třída BZMŽF – I. okrsek
- 1946–1947: II. třída BZMŽF – sk. Brno
- 1947–1948: II. třída – sk. Sever
- 1949: II. třída – sk. Brno
- 1950: II. třída – sk. Sever
- 1951–1956: Okresní přebor Blanenska
- 1957–1961: Okresní soutěž Blanenska
- 1961–1966: Okresní přebor Blanenska
- 1966–1968: I. B třída Jihomoravské oblasti – sk. ?
- 1968–1969: Okresní přebor Blanenska
- 1969–1971: I. B třída Jihomoravské župy – sk. ?
- 1971–1981: Okresní přebor Blanenska
- 1981–1982: Okresní soutěž Blanenska
- 1982–1983: Okresní soutěž Blanenska – sk. B
- 1983–1984: Okresní přebor Blanenska
- 1984–1986: Okresní soutěž Blanenska – sk. ?
- 1986–1992: Okresní přebor Blanenska
- 1992–1995: I. B třída Jihomoravské župy – sk. D
- 1995–1998: I. A třída Jihomoravské župy – sk. A
- 1998–2002: Jihomoravský župní přebor
- 2002–2006: Přebor Jihomoravského kraje
- 2006–2009: Divize D
- 2009–2012: Přebor Jihomoravského kraje
- 2012–2013: I. A třída Jihomoravského kraje – sk. A
- 2013–2022: I. B třída Jihomoravského kraje – sk. A
- 2022– : I. A třída Jihomoravského kraje – sk. A

Jednotlivé ročníky
Legenda: Z – zápasy, V – výhry, R – remízy, P – porážky, VG – vstřelené góly, OG – obdržené góly, +/− – rozdíl skóre, B – body, červené podbarvení – sestup, zelené podbarvení – postup, fialové podbarvení – reorganizace, změna skupiny či soutěže
| Protektorát Čechy a Morava (1940 – 1945) |                                                                                          |                                                                                          |                                                                                          |                                                                                          |                                                                                          |                                                                                          |                                                                                          |                                                                                          |                                                                                          |                                                                                          |                                                                                          |
| Sezóny                                   | Liga                                                                                     | Úroveň                                                                                   | Z                                                                                        | V                                                                                        | R                                                                                        | P                                                                                        | VG                                                                                       | OG                                                                                       | +/−                                                                                      | B                                                                                        | Pozice                                                                                   |
| 1940/41                                  | I. B třída BZMŽF – I. okrsek                                                             | 4                                                                                        | 24                                                                                       | 9                                                                                        | 0                                                                                        | 15                                                                                       | 53                                                                                       | 96                                                                                       | −43                                                                                      | 18                                                                                       | 11.                                                                                      |
| ...                                      |                                                                                          |                                                                                          |                                                                                          |                                                                                          |                                                                                          |                                                                                          |                                                                                          |                                                                                          |                                                                                          |                                                                                          |                                                                                          |
| 1944/45                                  | Končila druhá světová válka, pravidelné soutěže se nehrály.                              | Končila druhá světová válka, pravidelné soutěže se nehrály.                              | Končila druhá světová válka, pravidelné soutěže se nehrály.                              | Končila druhá světová válka, pravidelné soutěže se nehrály.                              | Končila druhá světová válka, pravidelné soutěže se nehrály.                              | Končila druhá světová válka, pravidelné soutěže se nehrály.                              | Končila druhá světová válka, pravidelné soutěže se nehrály.                              | Končila druhá světová válka, pravidelné soutěže se nehrály.                              | Končila druhá světová válka, pravidelné soutěže se nehrály.                              | Končila druhá světová válka, pravidelné soutěže se nehrály.                              | Končila druhá světová válka, pravidelné soutěže se nehrály.                              |
| Československo (1945 – 1993)             |                                                                                          |                                                                                          |                                                                                          |                                                                                          |                                                                                          |                                                                                          |                                                                                          |                                                                                          |                                                                                          |                                                                                          |                                                                                          |
| Sezóny                                   | Liga                                                                                     | Úroveň                                                                                   | Z                                                                                        | V                                                                                        | R                                                                                        | P                                                                                        | VG                                                                                       | OG                                                                                       | +/−                                                                                      | B                                                                                        | Pozice                                                                                   |
| 1945/46                                  | Mužstvo nebylo přihlášeno v žádné soutěži z důvodu epidemie tyfu[nepřesný odkaz] v obci. | Mužstvo nebylo přihlášeno v žádné soutěži z důvodu epidemie tyfu[nepřesný odkaz] v obci. | Mužstvo nebylo přihlášeno v žádné soutěži z důvodu epidemie tyfu[nepřesný odkaz] v obci. | Mužstvo nebylo přihlášeno v žádné soutěži z důvodu epidemie tyfu[nepřesný odkaz] v obci. | Mužstvo nebylo přihlášeno v žádné soutěži z důvodu epidemie tyfu[nepřesný odkaz] v obci. | Mužstvo nebylo přihlášeno v žádné soutěži z důvodu epidemie tyfu[nepřesný odkaz] v obci. | Mužstvo nebylo přihlášeno v žádné soutěži z důvodu epidemie tyfu[nepřesný odkaz] v obci. | Mužstvo nebylo přihlášeno v žádné soutěži z důvodu epidemie tyfu[nepřesný odkaz] v obci. | Mužstvo nebylo přihlášeno v žádné soutěži z důvodu epidemie tyfu[nepřesný odkaz] v obci. | Mužstvo nebylo přihlášeno v žádné soutěži z důvodu epidemie tyfu[nepřesný odkaz] v obci. | Mužstvo nebylo přihlášeno v žádné soutěži z důvodu epidemie tyfu[nepřesný odkaz] v obci. |
| 1946/47                                  | II. třída BZMŽF – sk. Brno                                                               | 5                                                                                        | 20                                                                                       | 8                                                                                        | 3                                                                                        | 9                                                                                        | 50                                                                                       | 56                                                                                       | −6                                                                                       | 19                                                                                       | 5.                                                                                       |
| 1947–1960                                | Viz poznámky níže.                                                                       | Viz poznámky níže.                                                                       | Viz poznámky níže.                                                                       | Viz poznámky níže.                                                                       | Viz poznámky níže.                                                                       | Viz poznámky níže.                                                                       | Viz poznámky níže.                                                                       | Viz poznámky níže.                                                                       | Viz poznámky níže.                                                                       | Viz poznámky níže.                                                                       | Viz poznámky níže.                                                                       |
| 1960/61                                  | Okresní soutěž Blanenska                                                                 | 6                                                                                        | 16                                                                                       | 13                                                                                       | 2                                                                                        | 1                                                                                        | 101                                                                                      | 28                                                                                       | +73                                                                                      | 28                                                                                       | 1.                                                                                       |
| 1961/62                                  | Okresní přebor Blanenska                                                                 | 5                                                                                        | 22                                                                                       | ...                                                                                      | ...                                                                                      | ...                                                                                      | ...                                                                                      | ...                                                                                      | ...                                                                                      | ...                                                                                      | 5.                                                                                       |
| 1962/63                                  | Okresní přebor Blanenska                                                                 | 5                                                                                        | 22                                                                                       | ...                                                                                      | ...                                                                                      | ...                                                                                      | ...                                                                                      | ...                                                                                      | ...                                                                                      | ...                                                                                      | 6.                                                                                       |
| 1963/64                                  | Okresní přebor Blanenska                                                                 | 6                                                                                        | 22                                                                                       | ...                                                                                      | ...                                                                                      | ...                                                                                      | 56                                                                                       | 50                                                                                       | +6                                                                                       | 22                                                                                       | 5.                                                                                       |
| 1964/65                                  | Okresní přebor Blanenska                                                                 | 6                                                                                        | 22                                                                                       | ...                                                                                      | ...                                                                                      | ...                                                                                      | 60                                                                                       | 35                                                                                       | +25                                                                                      | 31                                                                                       | 2.                                                                                       |
| 1965/66                                  | Okresní přebor Blanenska                                                                 | 7                                                                                        | 22                                                                                       | 14                                                                                       | 5                                                                                        | 3                                                                                        | 67                                                                                       | 30                                                                                       | +37                                                                                      | 33                                                                                       | 1.                                                                                       |
| 1966/67                                  | I. B třída Jihomoravské oblasti – sk. ?                                                  | 6                                                                                        | ...                                                                                      | ...                                                                                      | ...                                                                                      | ...                                                                                      | ...                                                                                      | ...                                                                                      | ...                                                                                      | ...                                                                                      | 11.                                                                                      |
| 1967/68                                  | I. B třída Jihomoravské oblasti – sk. ?                                                  | 6                                                                                        | ...                                                                                      | ...                                                                                      | ...                                                                                      | ...                                                                                      | ...                                                                                      | ...                                                                                      | ...                                                                                      | ...                                                                                      | 12.                                                                                      |
| 1968/69                                  | Okresní přebor Blanenska                                                                 | 7                                                                                        | 22                                                                                       | 14                                                                                       | 3                                                                                        | 5                                                                                        | 69                                                                                       | 37                                                                                       | +32                                                                                      | 31                                                                                       | 2.                                                                                       |
| 1969/70                                  | I. B třída Jihomoravské župy – sk. ?                                                     | 7                                                                                        | ...                                                                                      | ...                                                                                      | ...                                                                                      | ...                                                                                      | ...                                                                                      | ...                                                                                      | ...                                                                                      | 27                                                                                       | 6.                                                                                       |
| 1970/71                                  | I. B třída Jihomoravské župy – sk. ?                                                     | 7                                                                                        | ...                                                                                      | ...                                                                                      | ...                                                                                      | ...                                                                                      | ...                                                                                      | ...                                                                                      | ...                                                                                      | 17                                                                                       | 12.                                                                                      |
| 1971/72                                  | Okresní přebor Blanenska                                                                 | 8                                                                                        | ...                                                                                      | ...                                                                                      | ...                                                                                      | ...                                                                                      | ...                                                                                      | ...                                                                                      | ...                                                                                      | ...                                                                                      | 4.                                                                                       |
| 1972/73                                  | Okresní přebor Blanenska                                                                 | 8                                                                                        | ...                                                                                      | ...                                                                                      | ...                                                                                      | ...                                                                                      | ...                                                                                      | ...                                                                                      | ...                                                                                      | ...                                                                                      | 11.                                                                                      |
| 1973/74                                  | Okresní přebor Blanenska                                                                 | 8                                                                                        | ...                                                                                      | ...                                                                                      | ...                                                                                      | ...                                                                                      | ...                                                                                      | ...                                                                                      | ...                                                                                      | ...                                                                                      | 10.                                                                                      |
| 1974/75                                  | Okresní přebor Blanenska                                                                 | 8                                                                                        | ...                                                                                      | ...                                                                                      | ...                                                                                      | ...                                                                                      | ...                                                                                      | ...                                                                                      | ...                                                                                      | ...                                                                                      | 11.                                                                                      |
| 1975/76                                  | Okresní přebor Blanenska                                                                 | 8                                                                                        | ...                                                                                      | ...                                                                                      | ...                                                                                      | ...                                                                                      | ...                                                                                      | ...                                                                                      | ...                                                                                      | ...                                                                                      | 8.                                                                                       |
| 1976/77                                  | Okresní přebor Blanenska                                                                 | 8                                                                                        | ...                                                                                      | ...                                                                                      | ...                                                                                      | ...                                                                                      | ...                                                                                      | ...                                                                                      | ...                                                                                      | ...                                                                                      | 12.                                                                                      |
| 1977/78                                  | Okresní přebor Blanenska                                                                 | 7                                                                                        | ...                                                                                      | ...                                                                                      | ...                                                                                      | ...                                                                                      | ...                                                                                      | ...                                                                                      | ...                                                                                      | ...                                                                                      | 14.                                                                                      |
| 1978/79                                  | Okresní přebor Blanenska                                                                 | 7                                                                                        | ...                                                                                      | ...                                                                                      | ...                                                                                      | ...                                                                                      | ...                                                                                      | ...                                                                                      | ...                                                                                      | ...                                                                                      | 4.                                                                                       |
| 1979/80                                  | Okresní přebor Blanenska                                                                 | 7                                                                                        | ...                                                                                      | ...                                                                                      | ...                                                                                      | ...                                                                                      | ...                                                                                      | ...                                                                                      | ...                                                                                      | ...                                                                                      | 11.                                                                                      |
| 1980/81                                  | Okresní přebor Blanenska                                                                 | 7                                                                                        | ...                                                                                      | ...                                                                                      | ...                                                                                      | ...                                                                                      | ...                                                                                      | ...                                                                                      | ...                                                                                      | 19                                                                                       | 14.                                                                                      |
| 1981/82                                  | Okresní soutěž Blanenska                                                                 | 9                                                                                        | 26                                                                                       | ...                                                                                      | ...                                                                                      | ...                                                                                      | 79                                                                                       | 54                                                                                       | +25                                                                                      | 36                                                                                       | 2.                                                                                       |
| 1982/83                                  | Okresní soutěž Blanenska – sk. B                                                         | 9                                                                                        | 26                                                                                       | 16                                                                                       | 6                                                                                        | 4                                                                                        | 68                                                                                       | 26                                                                                       | +42                                                                                      | 38                                                                                       | 1.                                                                                       |
| 1983/84                                  | Okresní přebor Blanenska                                                                 | 7                                                                                        | 26                                                                                       | ...                                                                                      | ...                                                                                      | ...                                                                                      | 30                                                                                       | 58                                                                                       | −28                                                                                      | 15                                                                                       | 14.                                                                                      |
| 1984/85                                  | Okresní soutěž Blanenska – sk. ?                                                         | 8                                                                                        | ...                                                                                      | ...                                                                                      | ...                                                                                      | ...                                                                                      | ...                                                                                      | ...                                                                                      | ...                                                                                      | 30                                                                                       | 2.                                                                                       |
| 1985/86                                  | Okresní soutěž Blanenska – sk. ?                                                         | 8                                                                                        | 18                                                                                       | 16                                                                                       | 2                                                                                        | 0                                                                                        | 58                                                                                       | 11                                                                                       | +47                                                                                      | 34                                                                                       | 1.                                                                                       |
| 1986/87                                  | Okresní přebor Blanenska                                                                 | 8                                                                                        | 30                                                                                       | 11                                                                                       | 8                                                                                        | 11                                                                                       | 38                                                                                       | 49                                                                                       | −11                                                                                      | 30                                                                                       | 9.                                                                                       |
| 1987/88                                  | Okresní přebor Blanenska                                                                 | 8                                                                                        | 26                                                                                       | 11                                                                                       | 4                                                                                        | 11                                                                                       | 39                                                                                       | 39                                                                                       | 0                                                                                        | 26                                                                                       | 9.                                                                                       |
| 1988/89                                  | Okresní přebor Blanenska                                                                 | 8                                                                                        | ...                                                                                      | ...                                                                                      | ...                                                                                      | ...                                                                                      | ...                                                                                      | ...                                                                                      | ...                                                                                      | 21                                                                                       | 11.                                                                                      |
| 1989/90                                  | Okresní přebor Blanenska                                                                 | 8                                                                                        | 26                                                                                       | 11                                                                                       | 3                                                                                        | 12                                                                                       | 43                                                                                       | 47                                                                                       | −4                                                                                       | 25                                                                                       | 8.                                                                                       |
| 1990/91                                  | Okresní přebor Blanenska                                                                 | 8                                                                                        | 26                                                                                       | 5                                                                                        | 7                                                                                        | 14                                                                                       | 35                                                                                       | 58                                                                                       | −23                                                                                      | 17                                                                                       | 13.                                                                                      |
| 1991/92                                  | Okresní přebor Blanenska                                                                 | 8                                                                                        | 26                                                                                       | 19                                                                                       | 2                                                                                        | 5                                                                                        | 84                                                                                       | 45                                                                                       | +39                                                                                      | 40                                                                                       | 1.                                                                                       |
| 1992/93                                  | I. B třída Jihomoravské župy – sk. D                                                     | 7                                                                                        | 26                                                                                       | 13                                                                                       | 4                                                                                        | 9                                                                                        | 44                                                                                       | 35                                                                                       | +9                                                                                       | 30                                                                                       | 4.                                                                                       |
| Česko (1993 – )                          |                                                                                          |                                                                                          |                                                                                          |                                                                                          |                                                                                          |                                                                                          |                                                                                          |                                                                                          |                                                                                          |                                                                                          |                                                                                          |
| Sezóna                                   | Liga                                                                                     | Úroveň                                                                                   | Z                                                                                        | V                                                                                        | R                                                                                        | P                                                                                        | VG                                                                                       | OG                                                                                       | +/−                                                                                      | B                                                                                        | Pozice                                                                                   |
| 1993/94                                  | I. B třída Jihomoravské župy – sk. D                                                     | 7                                                                                        | 26                                                                                       | 14                                                                                       | 4                                                                                        | 8                                                                                        | 59                                                                                       | 29                                                                                       | +30                                                                                      | 32                                                                                       | 3.                                                                                       |
| 1994/95                                  | I. B třída Jihomoravské župy – sk. D                                                     | 7                                                                                        | 26                                                                                       | 18                                                                                       | 5                                                                                        | 3                                                                                        | 75                                                                                       | 36                                                                                       | +39                                                                                      | 59                                                                                       | 1.                                                                                       |
| 1995/96                                  | I. A třída Jihomoravské župy – sk. A                                                     | 6                                                                                        | 26                                                                                       | 12                                                                                       | 5                                                                                        | 9                                                                                        | 55                                                                                       | 59                                                                                       | −4                                                                                       | 41                                                                                       | 5.                                                                                       |
| 1996/97                                  | I. A třída Jihomoravské župy – sk. A                                                     | 6                                                                                        | 26                                                                                       | 10                                                                                       | 5                                                                                        | 11                                                                                       | 56                                                                                       | 52                                                                                       | +4                                                                                       | 35                                                                                       | 7.                                                                                       |
| 1997/98                                  | I. A třída Jihomoravské župy – sk. A                                                     | 6                                                                                        | 26                                                                                       | 17                                                                                       | 4                                                                                        | 5                                                                                        | 81                                                                                       | 29                                                                                       | +52                                                                                      | 55                                                                                       | 1.                                                                                       |
| 1998/99                                  | Jihomoravský župní přebor                                                                | 5                                                                                        | 30                                                                                       | 13                                                                                       | 6                                                                                        | 11                                                                                       | 57                                                                                       | 53                                                                                       | +4                                                                                       | 45                                                                                       | 4.                                                                                       |
| 1999/00                                  | Jihomoravský župní přebor                                                                | 5                                                                                        | 30                                                                                       | 11                                                                                       | 7                                                                                        | 12                                                                                       | 49                                                                                       | 47                                                                                       | +2                                                                                       | 40                                                                                       | 6.                                                                                       |
| 2000/01                                  | Jihomoravský župní přebor                                                                | 5                                                                                        | 30                                                                                       | 13                                                                                       | 8                                                                                        | 9                                                                                        | 72                                                                                       | 54                                                                                       | +18                                                                                      | 47                                                                                       | 5.                                                                                       |
| 2001/02                                  | Jihomoravský župní přebor                                                                | 5                                                                                        | 30                                                                                       | 13                                                                                       | 10                                                                                       | 7                                                                                        | 55                                                                                       | 48                                                                                       | +7                                                                                       | 49                                                                                       | 5.                                                                                       |
| 2002/03                                  | Přebor Jihomoravského kraje                                                              | 5                                                                                        | 30                                                                                       | 15                                                                                       | 5                                                                                        | 10                                                                                       | 58                                                                                       | 42                                                                                       | +16                                                                                      | 50                                                                                       | 5.                                                                                       |
| 2003/04                                  | Přebor Jihomoravského kraje                                                              | 5                                                                                        | 30                                                                                       | 14                                                                                       | 9                                                                                        | 7                                                                                        | 50                                                                                       | 40                                                                                       | +10                                                                                      | 51                                                                                       | 2.                                                                                       |
| 2004/05                                  | Přebor Jihomoravského kraje                                                              | 5                                                                                        | 30                                                                                       | 12                                                                                       | 7                                                                                        | 11                                                                                       | 40                                                                                       | 40                                                                                       | 0                                                                                        | 43                                                                                       | 5.                                                                                       |
| 2005/06                                  | Přebor Jihomoravského kraje                                                              | 5                                                                                        | 30                                                                                       | 24                                                                                       | 3                                                                                        | 3                                                                                        | 82                                                                                       | 22                                                                                       | +60                                                                                      | 75                                                                                       | 1.                                                                                       |
| 2006/07                                  | Divize D                                                                                 | 4                                                                                        | 30                                                                                       | 13                                                                                       | 5                                                                                        | 12                                                                                       | 37                                                                                       | 32                                                                                       | +5                                                                                       | 44                                                                                       | 5.                                                                                       |
| 2007/08                                  | Divize D                                                                                 | 4                                                                                        | 30                                                                                       | 9                                                                                        | 8                                                                                        | 13                                                                                       | 40                                                                                       | 44                                                                                       | −4                                                                                       | 35                                                                                       | 12.                                                                                      |
| 2008/09                                  | Divize D                                                                                 | 4                                                                                        | 30                                                                                       | 7                                                                                        | 7                                                                                        | 16                                                                                       | 32                                                                                       | 51                                                                                       | −19                                                                                      | 28                                                                                       | 15.                                                                                      |
| 2009/10                                  | Přebor Jihomoravského kraje                                                              | 5                                                                                        | 30                                                                                       | 20                                                                                       | 4                                                                                        | 6                                                                                        | 65                                                                                       | 34                                                                                       | +31                                                                                      | 64                                                                                       | 2.                                                                                       |
| 2010/11                                  | Přebor Jihomoravského kraje                                                              | 5                                                                                        | 30                                                                                       | 13                                                                                       | 8                                                                                        | 9                                                                                        | 49                                                                                       | 34                                                                                       | +15                                                                                      | 47                                                                                       | 6.                                                                                       |
| 2011/12                                  | Přebor Jihomoravského kraje                                                              | 5                                                                                        | 30                                                                                       | 3                                                                                        | 5                                                                                        | 22                                                                                       | 21                                                                                       | 77                                                                                       | −56                                                                                      | 14                                                                                       | 16.                                                                                      |
| 2012/13                                  | I. A třída Jihomoravského kraje – sk. A                                                  | 6                                                                                        | 26                                                                                       | 7                                                                                        | 5                                                                                        | 14                                                                                       | 28                                                                                       | 52                                                                                       | −24                                                                                      | 26                                                                                       | 14.                                                                                      |
| 2013/14                                  | I. B třída Jihomoravského kraje – sk. A                                                  | 7                                                                                        | 26                                                                                       | 17                                                                                       | 5                                                                                        | 4                                                                                        | 64                                                                                       | 23                                                                                       | +41                                                                                      | 56                                                                                       | 2.                                                                                       |
| 2014/15                                  | I. B třída Jihomoravského kraje – sk. A                                                  | 7                                                                                        | 26                                                                                       | 12                                                                                       | 4                                                                                        | 10                                                                                       | 72                                                                                       | 53                                                                                       | +19                                                                                      | 40                                                                                       | 5.                                                                                       |
| 2015/16                                  | I. B třída Jihomoravského kraje – sk. A                                                  | 7                                                                                        | 26                                                                                       | 9                                                                                        | 3                                                                                        | 14                                                                                       | 45                                                                                       | 54                                                                                       | −9                                                                                       | 30                                                                                       | 10.                                                                                      |
| 2016/17                                  | I. B třída Jihomoravského kraje – sk. A                                                  | 7                                                                                        | 26                                                                                       | 13                                                                                       | 4                                                                                        | 9                                                                                        | 63                                                                                       | 51                                                                                       | +12                                                                                      | 43                                                                                       | 4.                                                                                       |
| 2017/18                                  | I. B třída Jihomoravského kraje – sk. A                                                  | 7                                                                                        | 26                                                                                       | 15                                                                                       | 3                                                                                        | 8                                                                                        | 55                                                                                       | 43                                                                                       | +12                                                                                      | 48                                                                                       | 2.                                                                                       |
| 2018/19                                  | I. B třída Jihomoravského kraje – sk. A                                                  | 7                                                                                        | 26                                                                                       | 12                                                                                       | 4                                                                                        | 10                                                                                       | 45                                                                                       | 49                                                                                       | −5                                                                                       | 40                                                                                       | 5.                                                                                       |
| 2019/20                                  | I. B třída Jihomoravského kraje – sk. A                                                  | 7                                                                                        | 13                                                                                       | 6                                                                                        | 1                                                                                        | 6                                                                                        | 29                                                                                       | 27                                                                                       | +2                                                                                       | 19                                                                                       | 7.                                                                                       |
| 2020/21                                  | I. B třída Jihomoravského kraje – sk. A                                                  | 7                                                                                        | 8                                                                                        | 4                                                                                        | 0                                                                                        | 4                                                                                        | 19                                                                                       | 19                                                                                       | 0                                                                                        | 12                                                                                       | 7.                                                                                       |
| 2021/22                                  | I. B třída Jihomoravského kraje – sk. A                                                  | 7                                                                                        | 26                                                                                       | 17                                                                                       | 1                                                                                        | 8                                                                                        | 73                                                                                       | 41                                                                                       | +32                                                                                      | 52                                                                                       | 2.                                                                                       |
| 2022/23                                  | I. A třída Jihomoravského kraje – sk. A                                                  | 6                                                                                        |                                                                                          |                                                                                          |                                                                                          |                                                                                          |                                                                                          |                                                                                          |                                                                                          |                                                                                          |                                                                                          |

Poznámky
- 1947/48: Klub se účastnil II. třídy – sk. sever (tzv. Svitavská).[5]
- 1948: Účastník II. třídy – sk. sever (tzv. Svitavská).[5]
- 1949: Účastník II. třídy – sk. Brno.[5]
- 1950: Klub byl – i přes svůj písemný nesouhlas – opět přeřazen do svitavské skupiny.[5]
- 1951–1956: Účastník II. třídy okresu Blansko (okresní přebor).[5]
- 1957/58–1959/60: Účastník III. třídy okresu Blansko (okresní soutěž).[5]
- 2019/20 a 2020/21: Tyto ročníky byly ukončeny předčasně z důovdu pandemie covidu-19 v Česku.
- 2021/22: Postoupilo rovněž vítězné mužstvo TJ Vilémovice.[20]

## FK Rájec-Jestřebí „B“
FK Rájec-Jestřebí „B“ byl rezervním týmem Rájce-Jestřebí, který naposled startoval v sezoně 2016/17 v nejnižší okresní soutěži.

### Umístění v jednotlivých sezonách
Stručný přehled
Zdroj:
- 1980–1981: Okresní soutěž Blanenska
- 1981–1982: Základní třída Blanenska – sk. A
- 2016–2017: Základní třída Blanenska

Jednotlivé ročníky
Zdroj:
Legenda: Z – zápasy, V – výhry, R – remízy, P – porážky, VG – vstřelené góly, OG – obdržené góly, +/− – rozdíl skóre, B – body, červené podbarvení – sestup, zelené podbarvení – postup, fialové podbarvení – reorganizace, změna skupiny či soutěže
| Československo (1980 – 1993)                                    |                                  |        |    |     |     |     |     |     |     |    |        |
| Sezóny                                                          | Liga                             | Úroveň | Z  | V   | R   | P   | VG  | OG  | +/− | B  | Pozice |
| 1980/81                                                         | Okresní soutěž Blanenska         | 8      | 26 | ... | ... | ... | 26  | 78  | −52 | 11 | 14.    |
| 1981/82                                                         | Základní třída Blanenska – sk. A | 10     |    | ... | ... | ... | ... | ... | ... |    |        |
| ...                                                             |                                  |        |    |     |     |     |     |     |     |    |        |
| Česko (1993 – 2017)                                             |                                  |        |    |     |     |     |     |     |     |    |        |
| Sezóny                                                          | Liga                             | Úroveň | Z  | V   | R   | P   | VG  | OG  | +/− | B  | Pozice |
| ...                                                             |                                  |        |    |     |     |     |     |     |     |    |        |
| V letech 2004–2016 nebylo B-mužstvo přihlášeno v žádné soutěži. |                                  |        |    |     |     |     |     |     |     |    |        |
| 2016/17                                                         | Základní třída Blanenska         | 10     | 18 | 5   | 2   | 11  | 44  | 67  | −23 | 17 | 9.     |

## Fotogalerie

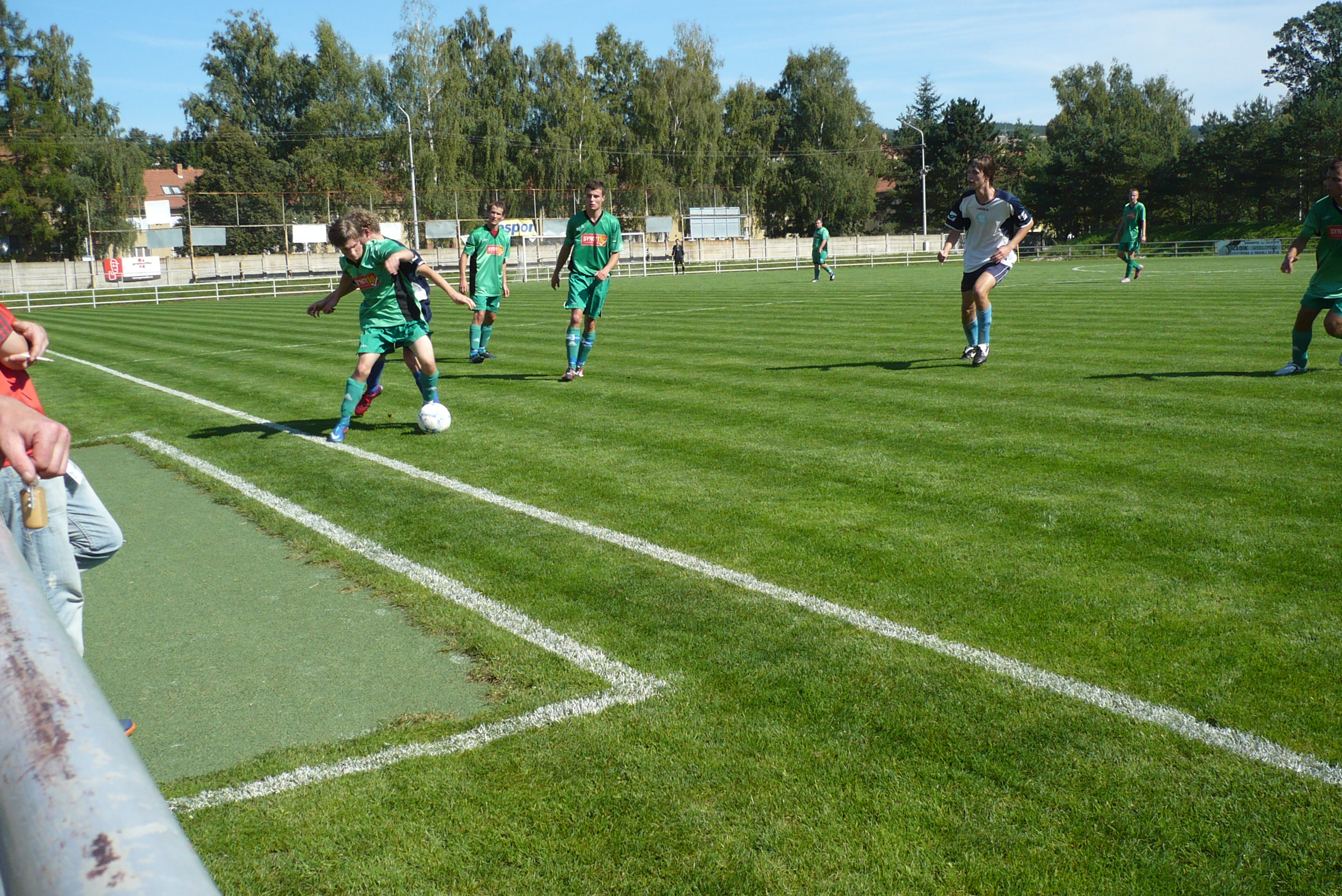
Zápas dorostu
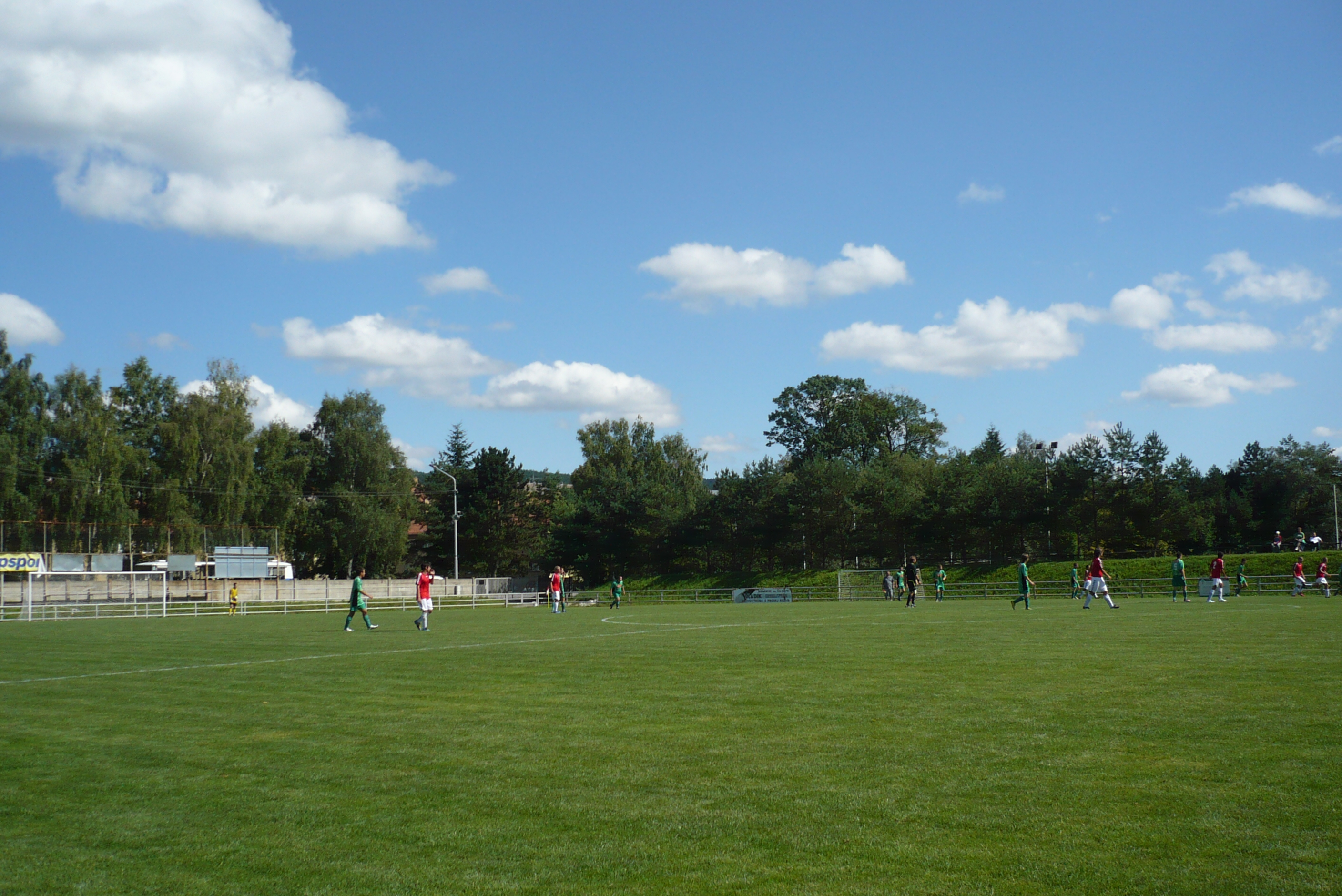
Pohled na místní stadion během zápasu dorostu
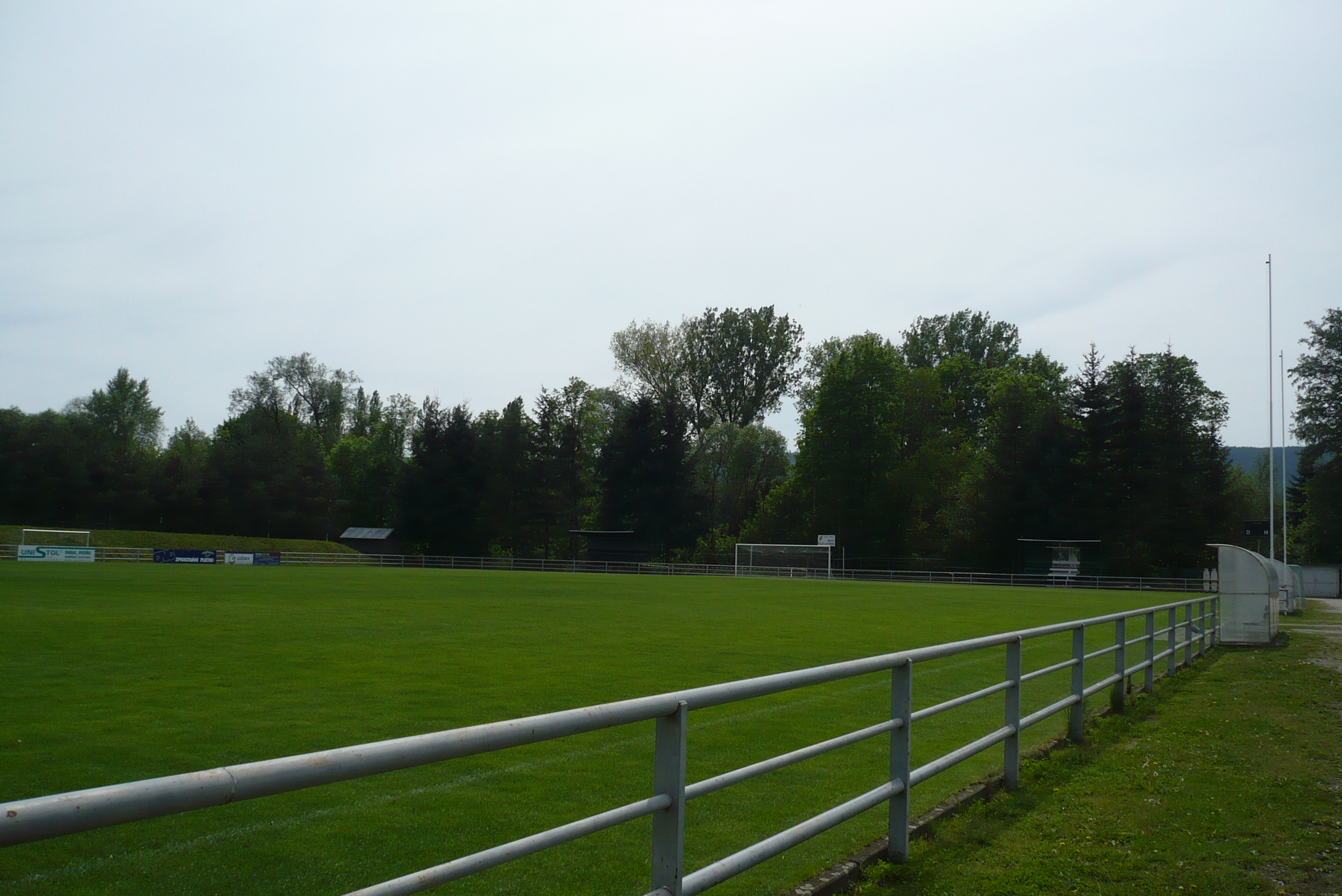
Stadion FK Rájec-Jestřebí